# Discografia dei Puscifer
La discografia dei Puscifer, gruppo musicale rock alternativo statunitense, comprende cinque album in studio, sei album di remix, nove dal vivo, quattro EP e oltre dieci singoli, pubblicati tra il 2007 e il 2023.

## Album

### Album in studio
- 2007 – "V" Is for Vagina
- 2011 – Conditions of My Parole
- 2015 – Money Shot
- 2020 – Existential Reckoning

### Album di remix
- 2008 – "V" Is for Viagra. The Remixes
- 2008 – "D" Is for Dubby - The Lustmord Dub Mixes
- 2010 – Sound into Blood into Wine
- 2013 – All Re-Mixed Up
- 2016 – Money Shot Your Re-Load
- 2023 – Existential Reckoning: Rewired

### Album dal vivo
- 2013 – What Is...
- 2013 – 8-Ball Bail Bonds - The Berger Barns Live in Phoenix
- 2021 – Billy D and the Hall of Feathered Serpents
- 2021 – Live at Arcosanti
- 2022 – Parole Violator
- 2022 – V Is for Versatile
- 2023 – Global Probing
- 2024 – Cinquanta (con A Perfect Circle e Failure)
- 2025 – Sessanta Live (con A Perfect Circle e Primus)

## Extended play
- 2007 – Don't Shoot the Messenger
- 2009 – "C" Is for (Please Insert Sophomoric Genitalia Reference Here)
- 2013 – Donkey Punch the Night
- 2024 – Sessanta E.P.P.P. (con A Perfect Circle e Primus)

## Singoli
- 2007 – Cuntry Boner
- 2008 – Queen B.
- 2008 – DoZo
- 2011 – Man Overboard
- 2011 – Conditions of My Parole
- 2012 – Telling Ghosts
- 2015 – Grand Canyon
- 2020 – Apocalyptical
- 2020 – The Underwhelming
- 2021 – Flippant/Smoke and Mirrors
- 2022 – Bullet Train to Iowa/The Underwhelming Re-Imagined
- 2023 – A Singularity (Re-Imagined by Carina Round)
- 2023 – Postulous (Re-Imagined by Phantogram)
- 2024 – The Algorithm

## Videografia

### Video musicali
| Anno | Titolo                                               | Regista/i                                    |
| ---- | ---------------------------------------------------- | -------------------------------------------- |
| 2007 | Cuntry Boner                                         | /                                            |
| 2008 | Queen B.                                             | Meats Meier                                  |
| 2008 | DoZo                                                 | Meats Meier                                  |
| 2009 | Momma Sed                                            | Christopher Sims                             |
| 2009 | The Mission (M Is for Milla Mix)                     | Meats Meier                                  |
| 2011 | Man Overboard                                        | Meats Meier                                  |
| 2011 | Conditions of My Parole                              | Mike King, Flea Circus Films, Puscifer       |
| 2012 | Telling Ghosts                                       | Mat Mitchell                                 |
| 2013 | Bohemian Rhapsody                                    | Mike King, Flea Circus Films, Puscifer       |
| 2014 | Toma                                                 | Tim Cadiente                                 |
| 2015 | Grand Canyon                                         | Maynard James Keenan, Puscifer, Ghost Atomic |
| 2015 | Money Shot                                           | Tim Cadiente, Puscifer                       |
| 2015 | The Remedy                                           | Adam Rothlein                                |
| 2016 | The Arsonist                                         | David Brown, Junior aka Lord Tyrion          |
| 2020 | Apocalyptical                                        | Puscifer, Meats Meier, Ghost Atomic          |
| 2020 | Theorem                                              | /                                            |
| 2020 | Fake Affront (Live at Arcosanti)                     | Dino Paredes                                 |
| 2020 | Bedlamite (Live at Arcosanti)                        | Dino Paredes                                 |
| 2021 | Bullet Train to Iowa                                 | Maynard James Keenan, Meats Meier            |
| 2022 | Bullet Train to Iowa (Re-Imagined by Billy Howerdel) | Meats Meier                                  |
| 2022 | Momma Sed (V Is for Versatile)                       | /                                            |
| 2022 | Man Overboard (Parole Violator)                      | /                                            |
| 2022 | Indigo Children (V Is for Versatile)                 | /                                            |
| 2022 | Horizons (Parole Violator)                           | /                                            |
| 2023 | A Singularity (Re-Imagined by Carina Round)          | Maynard James Keenan                         |
| 2023 | A Singularity (Re-Imagined by Carina Round)          | Billy Howerdel                               |
| 2023 | A Singularity (Re-Imagined by Carina Round)          | Odin Wadleigh                                |
| 2023 | A Singularity (Re-Imagined by Carina Round)          | Alisa Akay                                   |
| 2023 | A Singularity (Re-Imagined by Carina Round)          | Yul Vázquez                                  |
| 2023 | A Singularity (Re-Imagined by Carina Round)          | Lei Li Keenan                                |
| 2023 | Postulous (Re-Imagined by Phantogram)                | Daniel Martin Diaz                           |